# Nerio Malvezzi de' Medici
Nerio Malvezzi de' Medici (Bologna, 2 ottobre 1856 – Bologna, 11 gennaio 1929) è stato un politico italiano.

## Biografia
Figlio del patriota e senatore Giovanni Luigi Malvezzi de' Medici, di nobilissima famiglia bolognese, e di Augusta Tanari, dedicò la sua giovinezza agli studi, e si laureò in scienze giuridiche. Fu dottore onorario del Collegio filologico, accademico onorario della Reale accademia delle scienze, membro del Consiglio superiore degli archivi di stato, socio della Regia deputazione di storia patria per le province della Romagna. Grazie alla sua mediazione la casa e la biblioteca di Giosuè Carducci furono comprate dalla regina Margherita di Savoia e da essa donate alla città di Bologna.
È sepolto nel Chiostro III della Certosa di Bologna.

## Vita politica
Fu deputato al parlamento nelle legislature XXI (1900) e XXII (1904), ministro dell'agricoltura, dell'industria e del commercio dal 26 dicembre 1905 all'8 febbraio 1906, nel secondo Governo Fortis. Il 4 aprile 1909 fu nominato senatore del Regno d'Italia. Fu commemorato in senato nella seduta del 29 aprile 1929.